# Othyus Jeffers
Othyus Jeffers (nacido el 5 de agosto de 1985 en Chicago, Illinois) es un jugador de baloncesto estadounidense que juega en Talk 'N Text Tropang Texters de la PBA. Con 1,96 metros de altura, juega en las posiciones de escolta.

## Trayectoria deportiva

### Universidad
Jeffers asistió a tres universidades distintas, procedente del Instituto Hubbard. Su primera temporada la pasó en el Los Angeles Southwest College, promediando 22.3 puntos y 10.3 rebotes por partido y liderando a los Cougars a un balance de 20 victorias y 8 derrotas. Posteriormente fue transferido a la Universidad de Chicago en Illinois. Con los Flames fue nombrado novato del año de la Horizon League tras promediar 11.6 puntos y 7.6 rebotes en 31 partidos, 30 de ellos como titular. En su año júnior lideró a los Flames en anotación y rebotes y fue incluido en el mejor quinteto de la conferencia. Unas semanas después, Jeffers fue disparado mientras intentaba defender a su hermana de una pelea con su novio, y debido a ello y a sus conflictos con su entrenador Jimmy Collins, el jugador optó por jugar su último año universitario en la Universidad Robert Morris.

### Profesional
Jeffers firmó con Iowa Energy de la NBA Development League para la temporada 2008-09, donde promedió 19.8 puntos y 8.6 rebotes y fue elegido para disputar el All-Star Game de la liga y nombrado Rookie del Año. La temporada siguiente la comenzó en el NGC Cantú de la liga italiana, antes de firmar un contrato de 10 días con Utah Jazz de la NBA el 3 de marzo de 2010.
[actualizar]